# Alfredo Tena
Alfredo Tena Garduño (* 21. November 1956 in Mexiko-Stadt), auch bekannt unter dem Spitznamen Capitán Furia, ist ein ehemaliger mexikanischer Fußballspieler, der in der Regel auf der Position des Innenverteidigers agierte. Nach dem Ende seiner aktiven Laufbahn arbeitete er als Fußballtrainer. Er ist der Vater des derzeit aktiven Fußballspielers Alfredo Omar Tena. Sein um etwas mehr als ein Jahr jüngerer Bruder Luis Fernando Tena war in den 1970er und 1980er Jahren ebenfalls als Fußballspieler aktiv und brachte es auf mehr als 300 Einsätze in der höchsten mexikanischen Fußballliga.

## Biografie

### Verein
„Capitán Furia“ Tena begann seine Profikarriere in der Saison 1973/74 in Diensten seines Heimatvereins América, mit dem er die erfolgreichste Epoche der Vereinsgeschichte erlebte und in den beinahe zwei Jahrzehnten seines aktiven Mitwirkens insgesamt 15 nationale und internationale Titel gewann; darunter sechs Landesmeisterschaften und zwei Siege in der prestigekräftigen Copa Interamericana über die Boca Juniors (1978) und Olimpia Asunción (1991). Mit Ausnahme seiner letzten Saison 1992/93, die er in Diensten der Tecos de la U.A.G., einem Verein aus dem Großraum von Guadalajara, verbrachte, stand er ausschließlich beim Club América unter Vertrag. Bei den Tecos absolvierte er allerdings nur wenige Spiele und fungierte schließlich für den Rest der Saison als Co-Trainer von Alberto Guerra.
Seine erste Tätigkeit als Cheftrainer hatte er in der Saison 1993/94 beim Puebla FC. Von 1995 bis 1998 trainierte er Santos Laguna und gewann mit diesem Verein im Torneo Invierno 1996 seinen ersten Meistertitel. 1998/99 übernahm er erneut ein Engagement beim Puebla FC und kehrte anschließend zu seinem langjährigen Stammverein América zurück. Zu Saisonbeginn 2001/02 ging er zum CF Pachuca, mit dem er das Torneo Invierno 2001 und somit seinen zweiten Meistertitel gewann. Dieser Erfolg berechtigte zur Teilnahme am CONCACAF Champions’ Cup 2002, der ebenfalls gewonnen wurde.
Unmittelbar nach seiner Trennung von Santos Laguna trainierte er in der Saison 2003/04 die Mannschaft des Querétaro FC. Diesmal blieb der erhoffte Erfolg allerdings aus und nach einer mageren Bilanz von nur einem Sieg und sechs Remis aus 15 Spielen wurde die Zusammenarbeit vorzeitig beendet. Auch seine nächsten Engagements als Cheftrainer beim CF Pachuca (2005) und beim CD Veracruz (2006) waren enttäuschend und nur von kurzer Dauer.
Zu Beginn der Saison 2006/07 wechselte er erneut zu América; diesmal allerdings nicht als Cheftrainer, sondern als Assistenztrainer seines Bruders Luis Fernando Tena. Mindestens seit Dezember 2014 trainiert er den Erstligisten Monarcas Morelia.

### Nationalmannschaft
Zwischen 1977 und 1990 absolvierte Alfredo Tena insgesamt 30 Länderspieleinsätze für die mexikanische Fußballnationalmannschaft. Er gehörte zum mexikanischen WM-Kader 1978, wo er in den Gruppenspielen gegen Deutschland (0:6) und Polen (1:3) mitwirkte.
Sein Länderspieldebüt gab er am 1. Februar 1977 bei einem zweiminütigen Einsatz in einem Freundschaftsspiel gegen Jugoslawien (5:1). Eine Woche später hatte er gegen denselben Gegner (0:1) seinen ersten Einsatz über die vollen 90 Minuten. Seinen letzten Länderspieleinsatz absolvierte er am 17. April 1990 in einem in den USA ausgetragenen Freundschaftsspiel gegen Kolumbien, das „el Tri“ mit 2:0 gewann.

## Erfolge

### Als Spieler
- Mexikanischer Meister: 1976, 1984, 1985, PRODE 85, 1988, 1989
- Supercup: 1976, 1988, 1989
- CONCACAF Champions’ Cup: 1977, 1987, 1990, 1992
- Copa Interamericana: 1978, 1991

### Als Trainer
- Mexikanischer Meister: Invierno 1996, Invierno 2001
- CONCACAF Champions’ Cup: 2002